# Ejido de Treinta y Tres
Pour les articles homonymes, voir Ejido (homonymie).
Ejido de Treinta y Tres est une ville de l'Uruguay située dans le département de Treinta y Tres. Sa population est de 6 115 habitants.

## Population
| Année | Population |
| ----- | ---------- |
| 1963  | -          |
| 1975  | 2 571      |
| 1985  | 2 995      |
| 1996  | 4 402      |
| 2004  | 6 115      |

Référence,: